# Чеканский, Фёдор Павлович
Фёдор Павлович Чеканский (1847—1875) — русский писатель-математик.

## Биография
Родился в Санкт-Петербурге в 1847 году.
В 1865 году окончил Первую Санкт-Петербургскую гимназию. Затем поступил в Санкт-Петербургский практический технологический институт, но, проучившись в нём два года, оставил его и, сдав экзамен на учителя уездного училища, занялся педагогической деятельностью. Однако вскоре поступил в медицинскую академию, в которой также проучился только два года — из-за болезни, которая отразилась на его слухе, так что он почти совершенно оглох. Несмотря на все неудачи, он с большой энергией и сосредоточенностью принялся за свои математические труды. Вскоре им был написал своеобразный учебник арифметики. 
Чеканский был одним из тех, кто высказывался против безусловного восхваления метода А. В. Грубе в условиях русской школы. «Полный курс первоначальной арифметики: Руководство для домаш. и шк. преподавания, а также для сел. учителей и для самообучения» (СПб.: тип. В. С. Балашева, 1871. — VIII, 232 с.: ил.), составленный Чеканским, обратил на себя внимание печати и педагогов. Свою методику он объяснил в статье: «Программа и метод преподавания арифметики» («Семья и школа». — 1871. — № 9). Другие его статьи: «Учение об отрицательных количествах перед судом логики» («Семья и школа». — 1871. — № 8; отд. изд. — СПб.: тип. К. Н. Плотникова, 1872. — 32 с.); «Геометрическое значение мнимого знака» («Семья и школа». — 1874. — № 10); «Толкование выражения %» и «О параллельных линиях», («Семья и школа». — 1874. — № 3).
Не имея средств к существованию, он был вынужден поступить на службу в таможню, которая отнимала у него много времени. Несмотря на это, он продолжал усиленно трудиться над разработкой математических вопросов. 
Умер 29 марта (10 апреля) 1875 года от чахотки в Москве, когда ехал лечиться на юг. 